# Liam Bertazzo
Liam Bertazzo (Este, 17 de febrero de 1992) es un deportista italiano que compitió en ciclismo en las modalidades de pista, especialista en las pruebas de persecución por equipos, puntuación y madison, y ruta. Su hermano Omar también es ciclista.
Ganó cuatro medallas en el Campeonato Mundial de Ciclismo en Pista, entre los años 2015 y 2021, y seis medallas en el Campeonato Europeo de Ciclismo en Pista entre los años 2012 y 2018. En los Juegos Europeos de Minsk 2019 obtuvo una medalla de plata en la prueba de persecución por equipos.
En carretera obtuvo una medalla de bronce en el Campeonato Europeo de Ciclismo en Ruta de 2020, en la prueba de contrarreloj por relevos mixtos.
Participó en los Juegos Olímpicos de Río de Janeiro 2016, ocupando el sexto lugar en la prueba de persecución por equipos.

## Medallero internacional
| Campeonato Mundial | Campeonato Mundial       | Campeonato Mundial | Campeonato Mundial      |
| Año                | Lugar                    | Medalla            | Competición             |
| ------------------ | ------------------------ | ------------------ | ----------------------- |
| 2015               | Saint-Quentin (Francia)  | Medalla de plata   | Madison                 |
| 2017               | Hong Kong (China)        | Medalla de bronce  | Persecución por equipos |
| 2018               | Apeldoorn (Países Bajos) | Medalla de bronce  | Persecución por equipos |
| 2021               | Roubaix (Francia)        | Medalla de oro     | Persecución por equipos |
| Juegos Europeos    |                          |                    |                         |
| Año                | Lugar                    | Medalla            | Competición             |
| 2019               | Minsk (Bielorrusia)      | Medalla de plata   | Persecución por equipos |
| Campeonato Europeo |                          |                    |                         |
| Año                | Lugar                    | Medalla            | Competición             |
| 2012               | Panevėžys (Lituania)     | Medalla de bronce  | Persecución por equipos |
| 2013               | Apeldoorn (Países Bajos) | Medalla de oro     | Madison                 |
| 2014               | Baie-Mahault (Francia)   | Medalla de plata   | Puntuación              |
| 2016               | Saint-Quentin (Francia)  | Medalla de plata   | Persecución por equipos |
| 2017               | Berlín (Alemania)        | Medalla de plata   | Persecución por equipos |
| 2018               | Glasgow (Reino Unido)    | Medalla de oro     | Persecución por equipos |

| Campeonato Europeo | Campeonato Europeo | Campeonato Europeo | Campeonato Europeo              |
| Año                | Lugar              | Medalla            | Competición                     |
| ------------------ | ------------------ | ------------------ | ------------------------------- |
| 2020               | Plouay (Francia)   | Medalla de bronce  | Contrarreloj por relevos mixtos |

## Palmarés

### Ruta
2014
- 1 etapa de la Vuelta a Serbia

2017
- Tour de China I, más 1 etapa

### Pista
2012
- 3.º en el Campeonato Europeo en Persecución por equipos (haciendo pareja con Paolo Simion, Elia Viviani y Ignazio Moser)

2013
- Campeonato Europeo Madison (haciendo pareja con Elia Viviani)

2014
- 2.º en el Campeonato Europeo Puntuación

2015
- 2.º en el Campeonato del Mundo Puntuación (haciendo pareja con Elia Viviani)

2017
- 2.º en el Campeonato Europeo en Persecución por equipos (haciendo pareja con Michele Scartezzini, Simone Consonni, Filippo Ganna y Francesco Lamon)
- 3.º en el Campeonato del Mundo en Persecución por equipos (con Simone Consonni, Filippo Ganna y Francesco Lamon)

2018
- 3.º en el Campeonato del Mundo en Persecución por equipos (con Simone Consonni, Filippo Ganna y Francesco Lamon)

2021
- Campeonato del Mundo en Persecución por equipos (con Simone Consonni, Jonathan Milan y Filippo Ganna)

## Resultados en Grandes Vueltas
Durante su carrera deportiva consiguió los siguientes puestos en las Grandes Vueltas:
| Carrera | Carrera         | 2014 | 2015 | 2016 | 2017 | 2018  | 2019 | 2020 | 2021 |
| ------- | --------------- | ---- | ---- | ---- | ---- | ----- | ---- | ---- | ---- |
|         | Giro de Italia  | —    | —    | Ab.  | —    | 143.º | —    | —    | —    |
|         | Tour de Francia | —    | —    | —    | —    | —     | —    | —    | —    |
|         | Vuelta a España | —    | —    | —    | —    | —     | —    | —    | —    |

| —: No participó | Ab: Abandono |